# Niche (architecture)
Pour les articles homonymes, voir Niche.

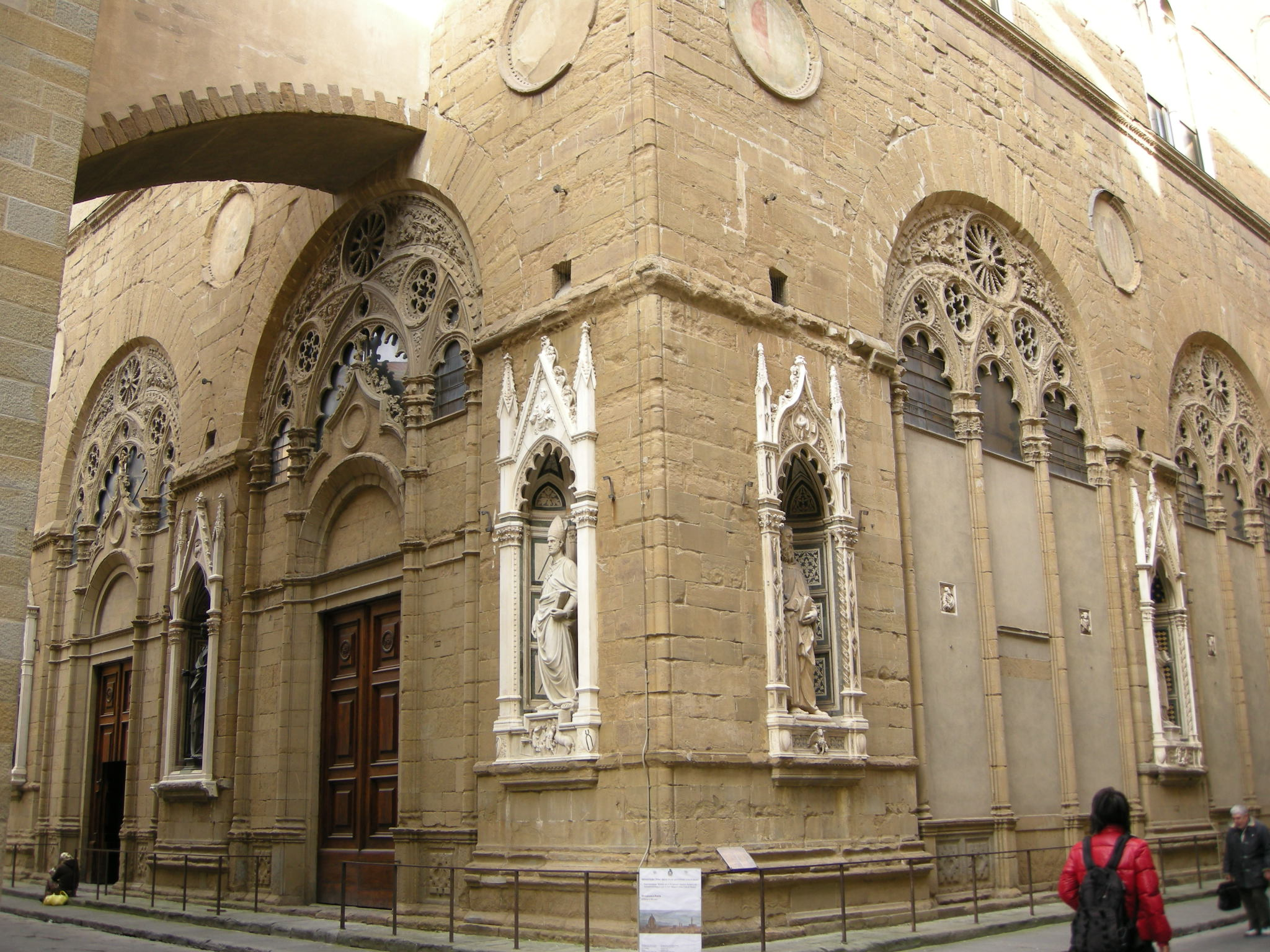
Niches de la façade de l'église d'Orsanmichele à Florence (Italie).

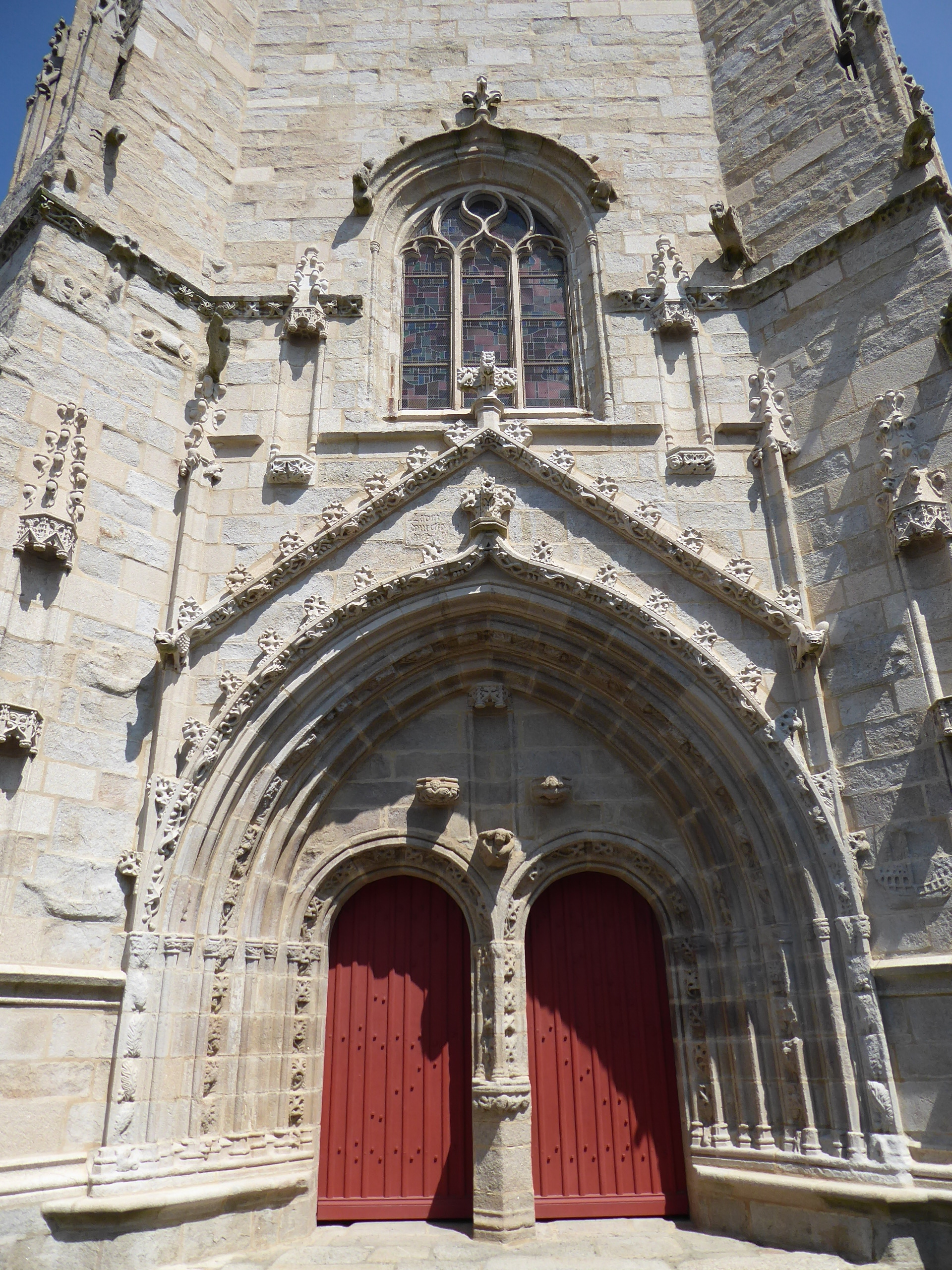
Niches à dais vides de leurs statues (dégradées ou abattues par les protestants ou les révolutionnaires).

Parfois encadrée de colonnes ou de pilastres, une niche architecturale est un enfoncement pratiqué dans l'épaisseur d'une paroi pour abriter un objet. Pratiquée à l’extérieur (en façade ou en encoignure) ou à l’intérieur d’un bâtiment, son fond peut être plat ou semi-circulaire (en cul-de-four). Dans l’art religieux, la niche est souvent destinée à recevoir une statue de saint(e) — auquel cas on parle de « niche votive » —, tandis que dans l’art funéraire, elle sert à abriter une urne funéraire.

## Différents styles

### Style baroque
Dans le style baroque des églises corses, les niches de toutes tailles sont destinées à recevoir des statues de saints particulièrement vénérés dans la paroisse. Elles occupent généralement l'étage inférieur et sont situées de part et d'autre du portail. Néanmoins, on les trouve parfois à l'étage supérieur, et plus rarement, aux deux étages simultanément.
La forme de base de ces niches est presque toujours la même : un demi-cylindre vertical coiffé d'un quart de sphère, parfois séparés par une fine corniche en léger relief, décoré dans certains cas d'un simple crépi lisse et uni, quelquefois peint avec des motifs végétaux en forme de volute et de coque. Ce décor est le plus souvent sophistiqué et en volume : pilastres, clé de voûte, encadrement mouluré, entablement ouvragé au-dessus de l'ensemble, volutes, billettes, etc..

### Style gothique
Dans l'architecture gothique, les niches destinées à recevoir des statues chrétiennes de taille moyenne sont agrémentées de colonnettes soutenant un petit tympan.

### Divers
La niche en tabernacle est surmontée d’un dais.
Dans un mur d’église ou un cimetière, l'enfeu est une niche funéraire à fond plat comportant généralement un gisant, une pierre tombale ou une simple dalle sans inscription et correspond le plus souvent à l'espace où un tombeau est encastré.
Dans la construction de mur mitoyen en France, la niche de mitoyenneté est le signal que la propriété de cette face du mur s'arrête au fond de la niche.
En Belgique, la niche portant la protection religieuse a le nom de potale.

### Art musulman
Dans les mosquées, le mihrab (arabe : مِحْراب [miḥrāb], « sanctuaire »), souvent décoré avec deux colonnes et une arcature, est une niche qui indique la qibla, c'est-à-dire la direction de la kaaba à La Mecque vers où se tournent les musulmans pendant la prière.

## Galerie

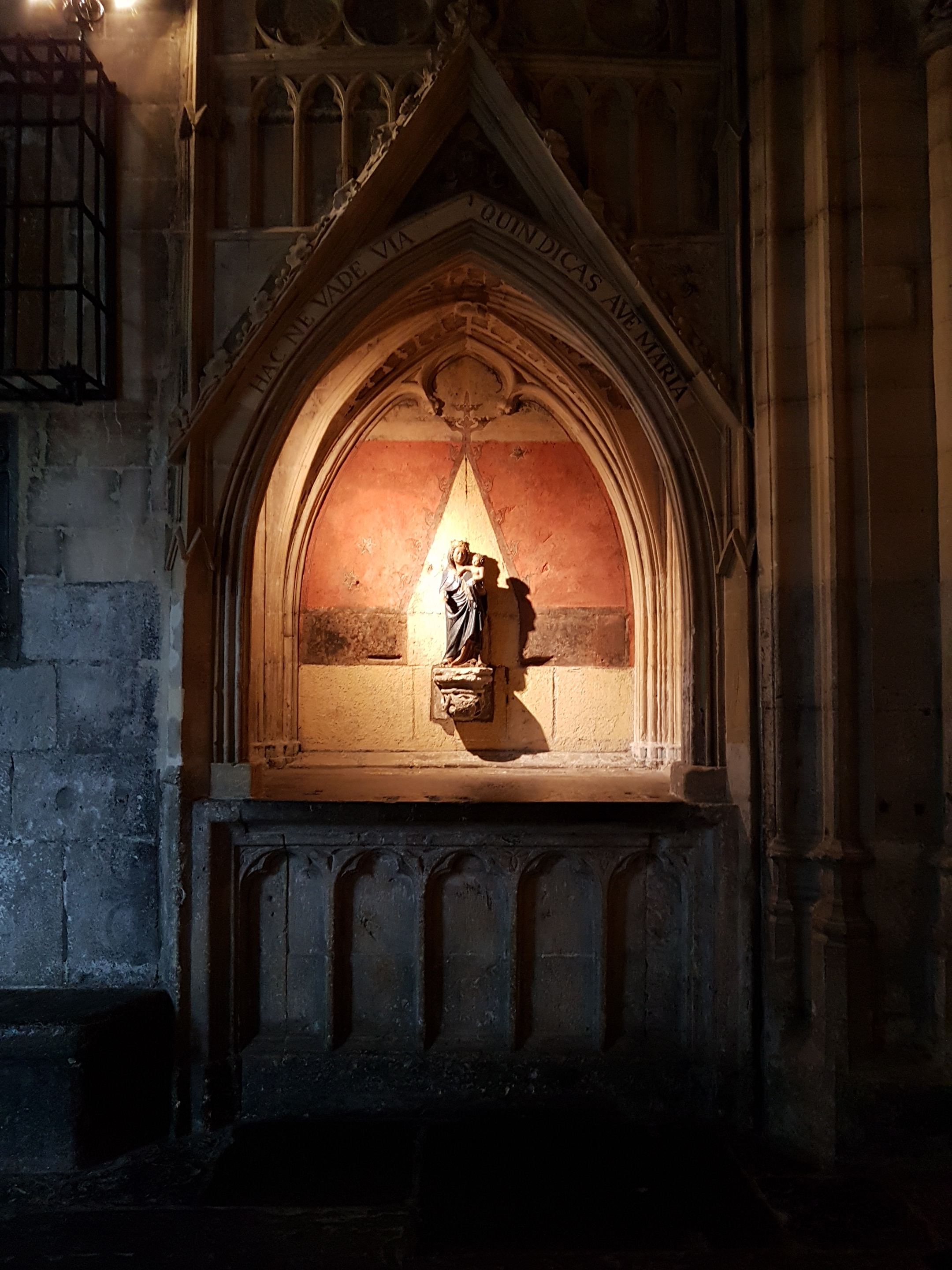
Niche gothique de la basilique Saint-Servais à Maastricht (Pays-Bas).
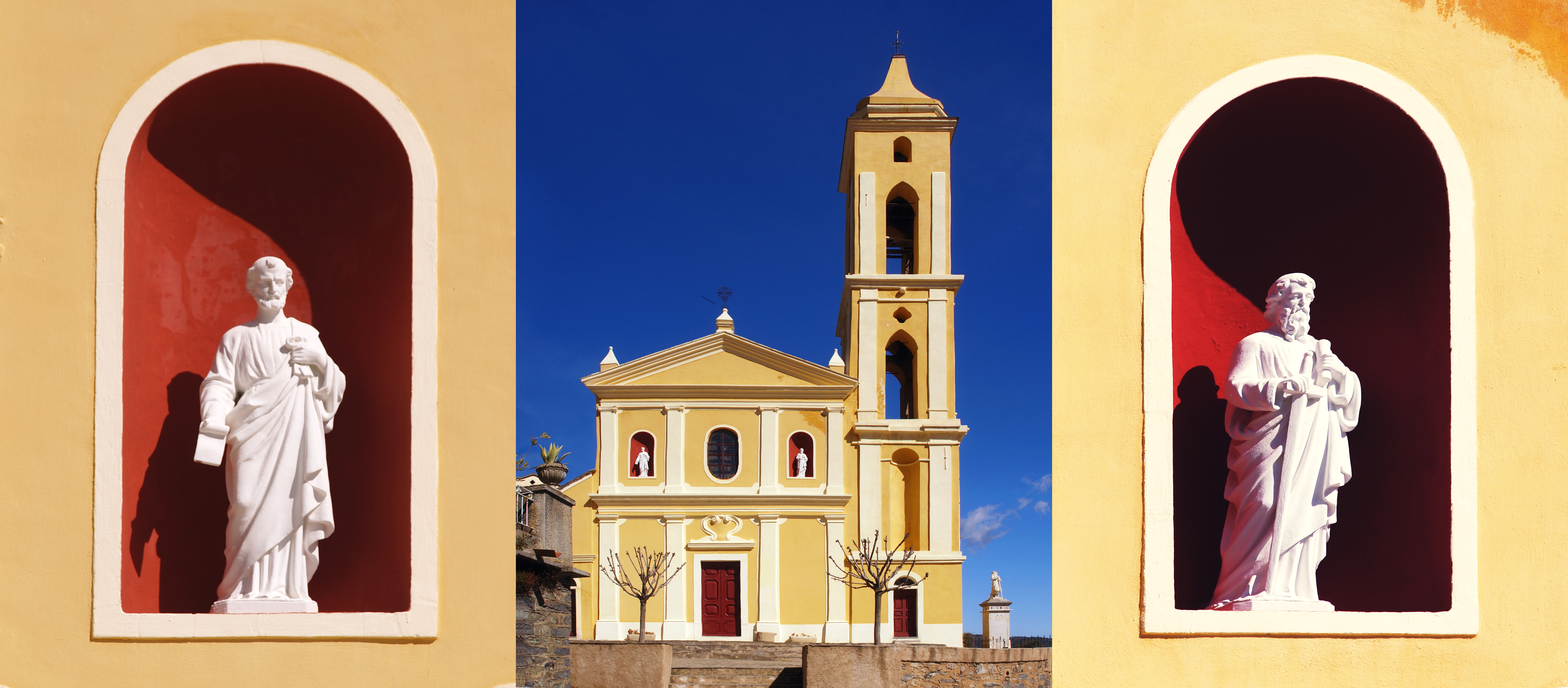
Niches baroques de la façade occidentale de l'église Sainte-Marie-Madeleine à Lento (Corse).
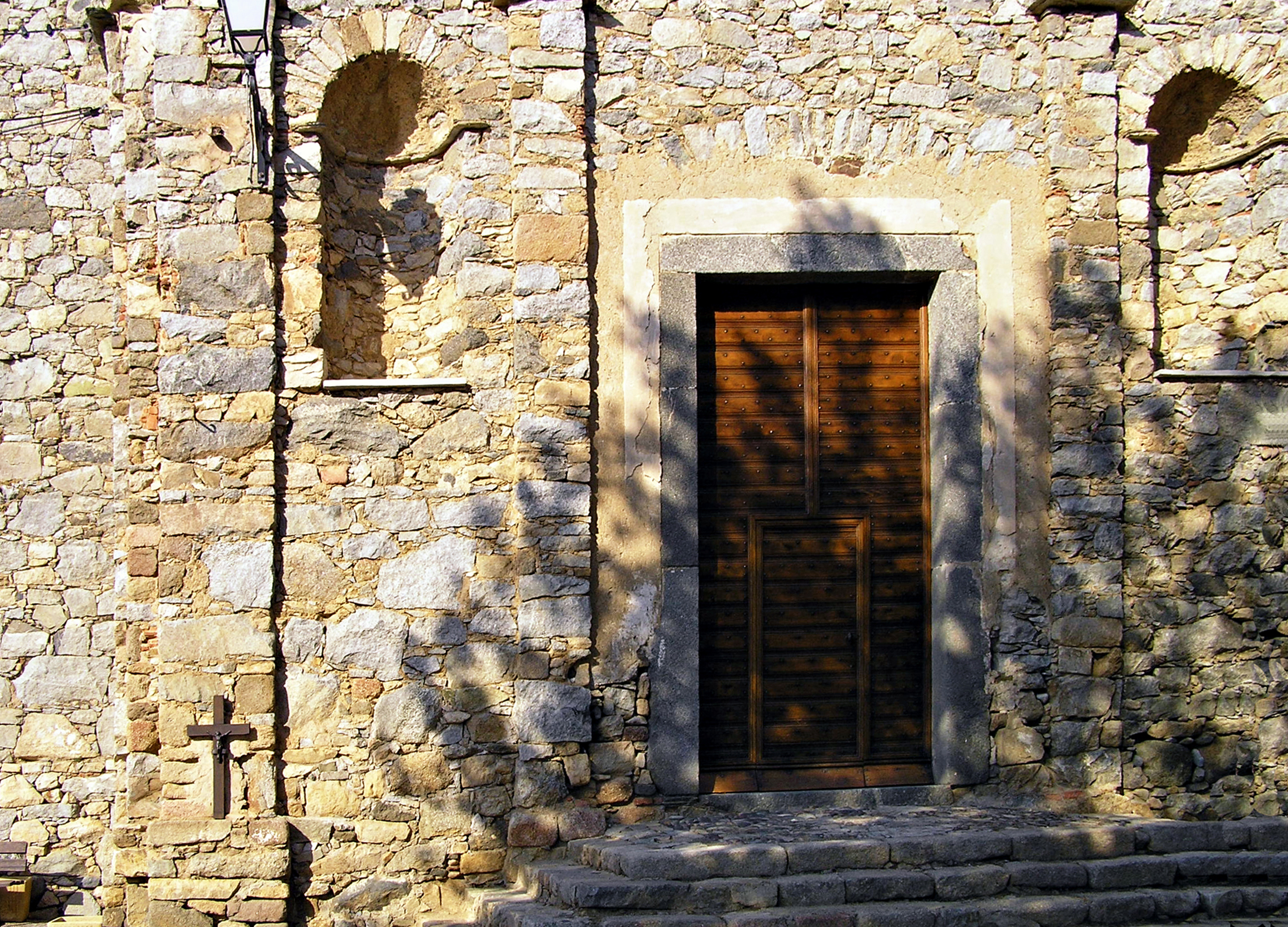
Niches de la façade occidentale de l'église San Vitus à Lunghignano (Corse).

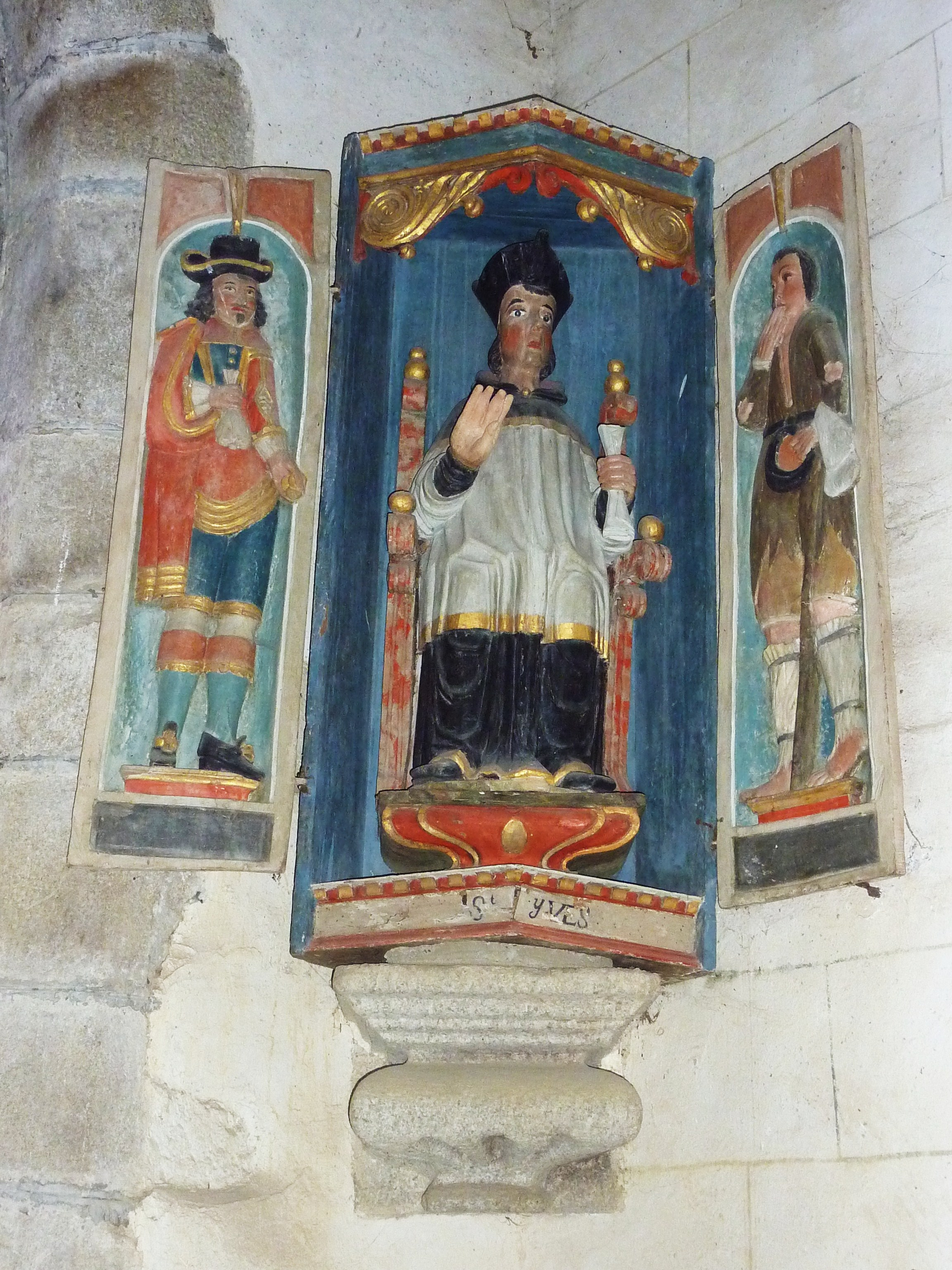
Niche à volets[3] abritant une statue, chapelle de Saint-Herbot en Bretagne (France).
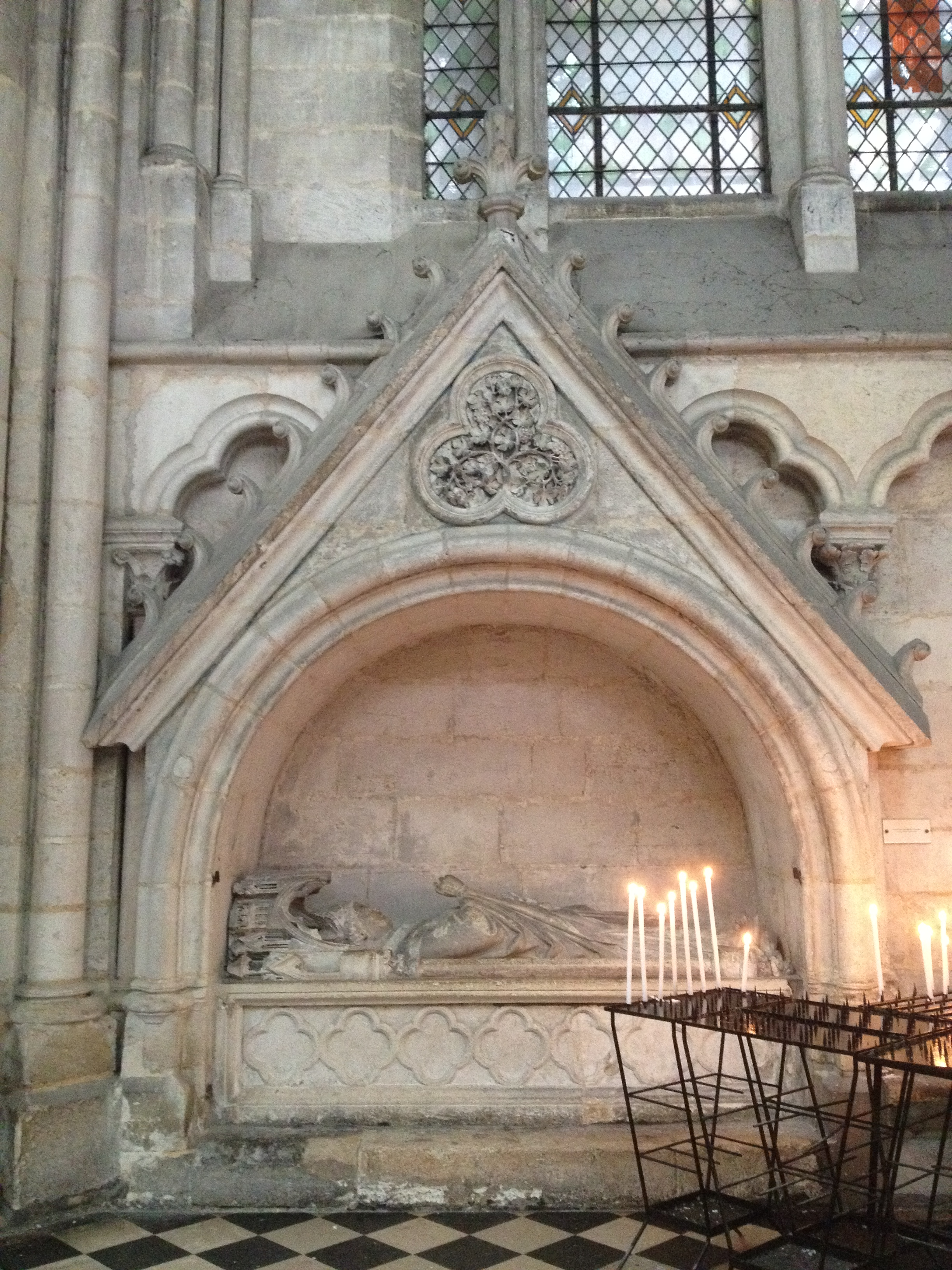
Enfeu de Gérard de Conchy, avec son gisant disposé sous un dais et un fronton à crochets orné d'un médaillon trilobé, cathédrale Notre-Dame d'Amiens (France).
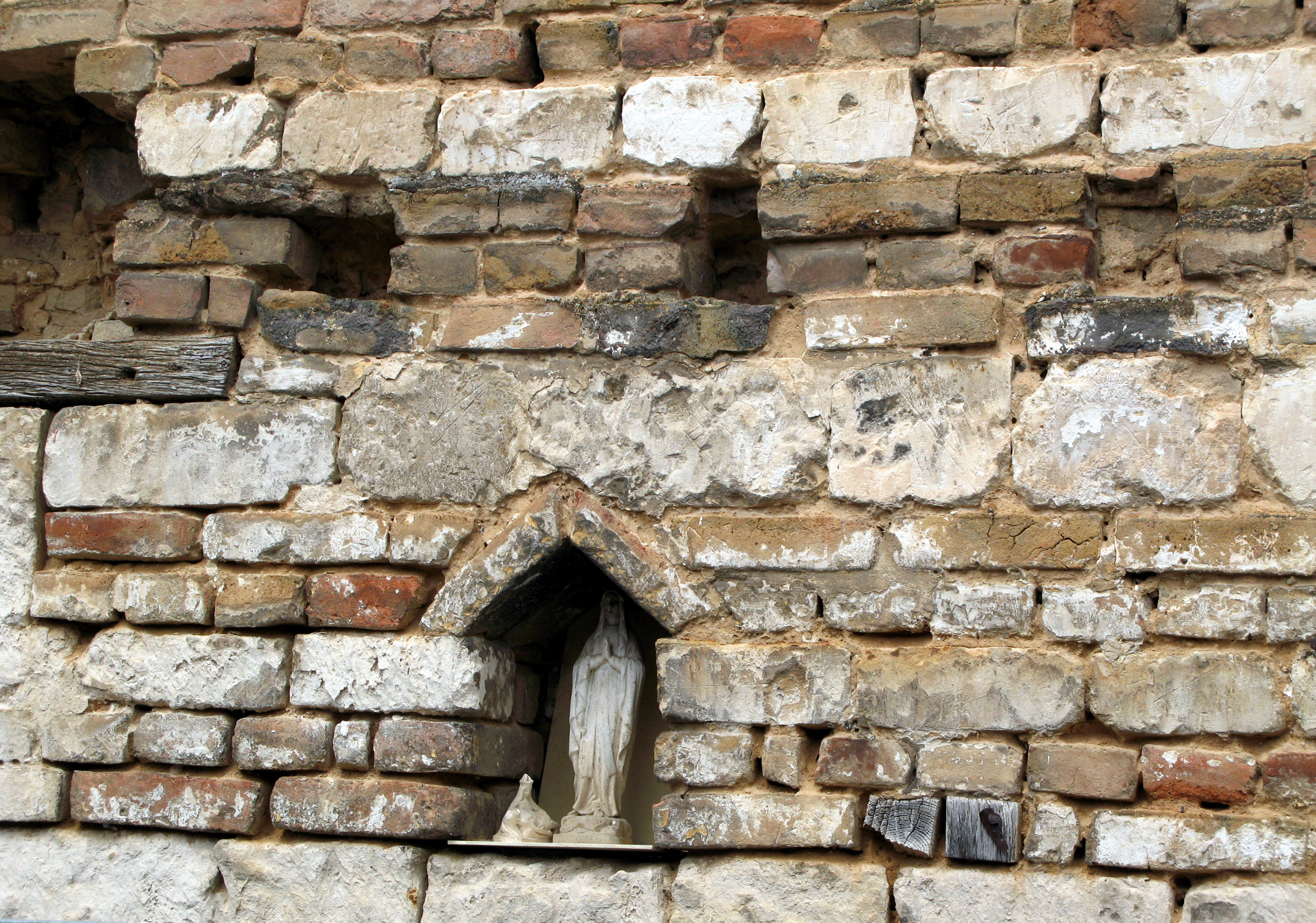
Niche de mitoyenneté à Picquigny, dans la Somme (France).
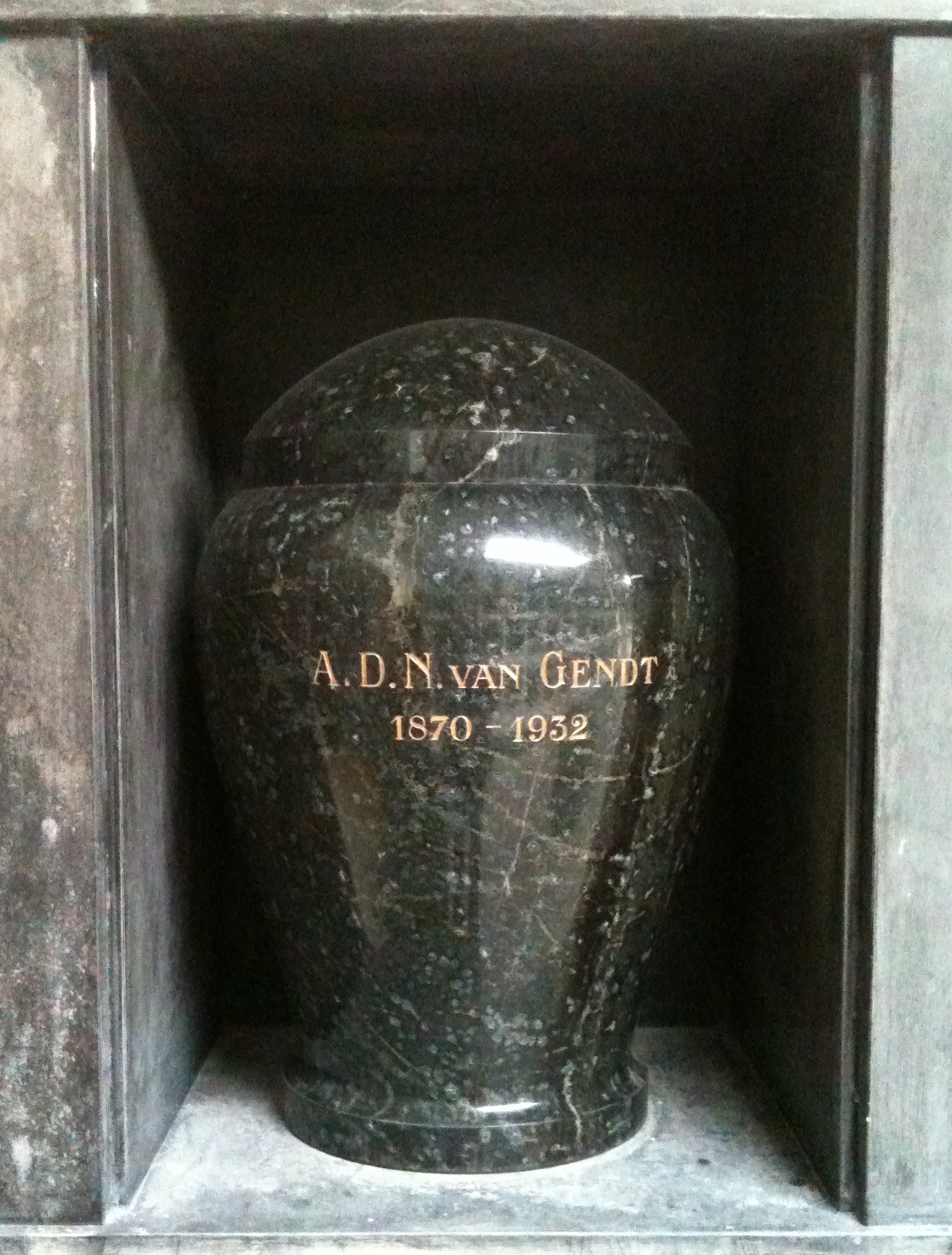
Niche cinéraire de l'architecte Adolf Daniël Nicolaas van Gendt (nl) au columbarium de Westerveld (Pays-Bas).

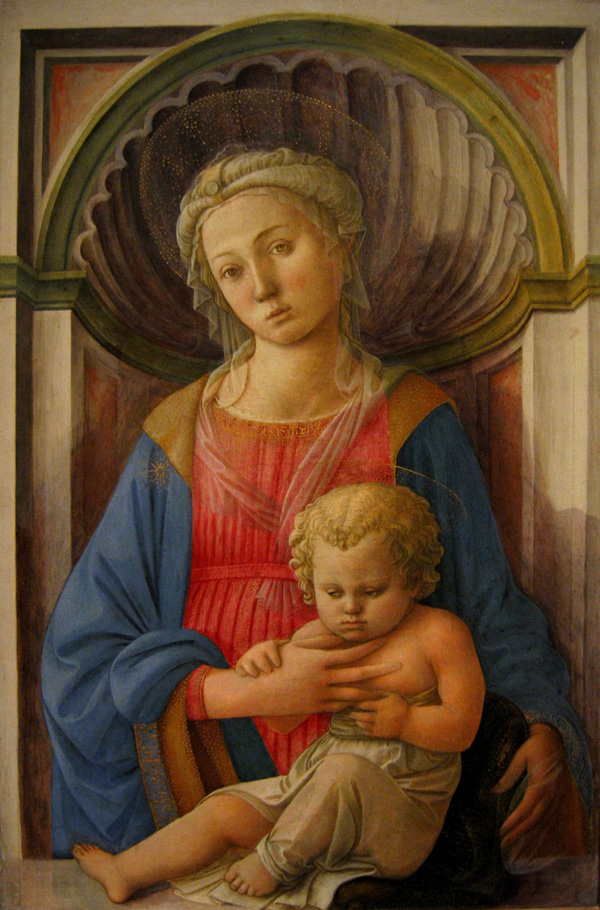
Le peintre Filippo Lippi de la Renaissance italienne a placé sa Vierge à l’Enfant du Quattrocento à l'intérieur d'une niche dont la tête est en forme de coquillage (National Gallery of Art, Washington, États-Unis).
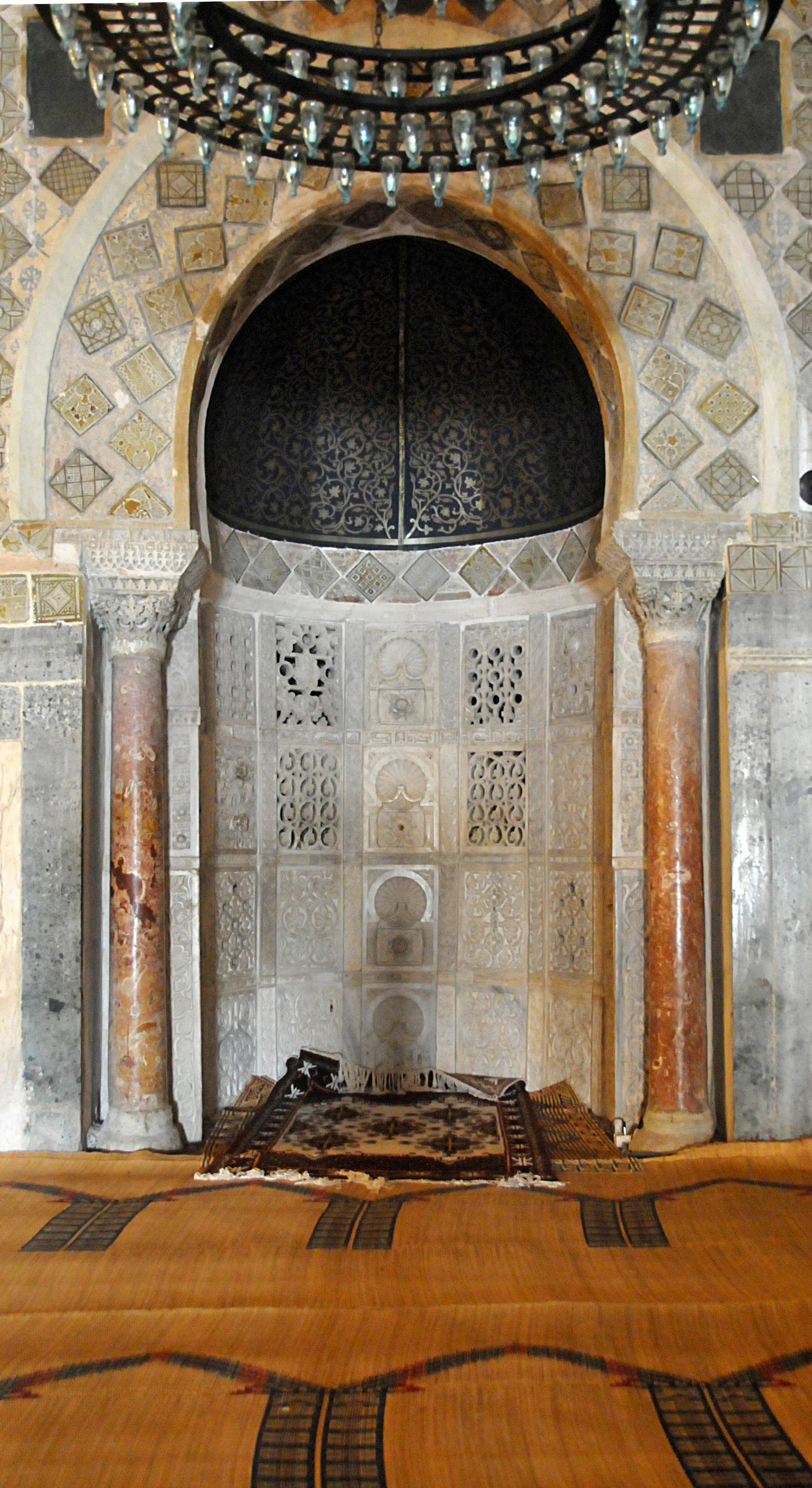
Mihrab de la grande mosquée de Kairouan (Tunisie). Il s'agit d'une niche en cul-de-four vide, encadrée de colonnes.
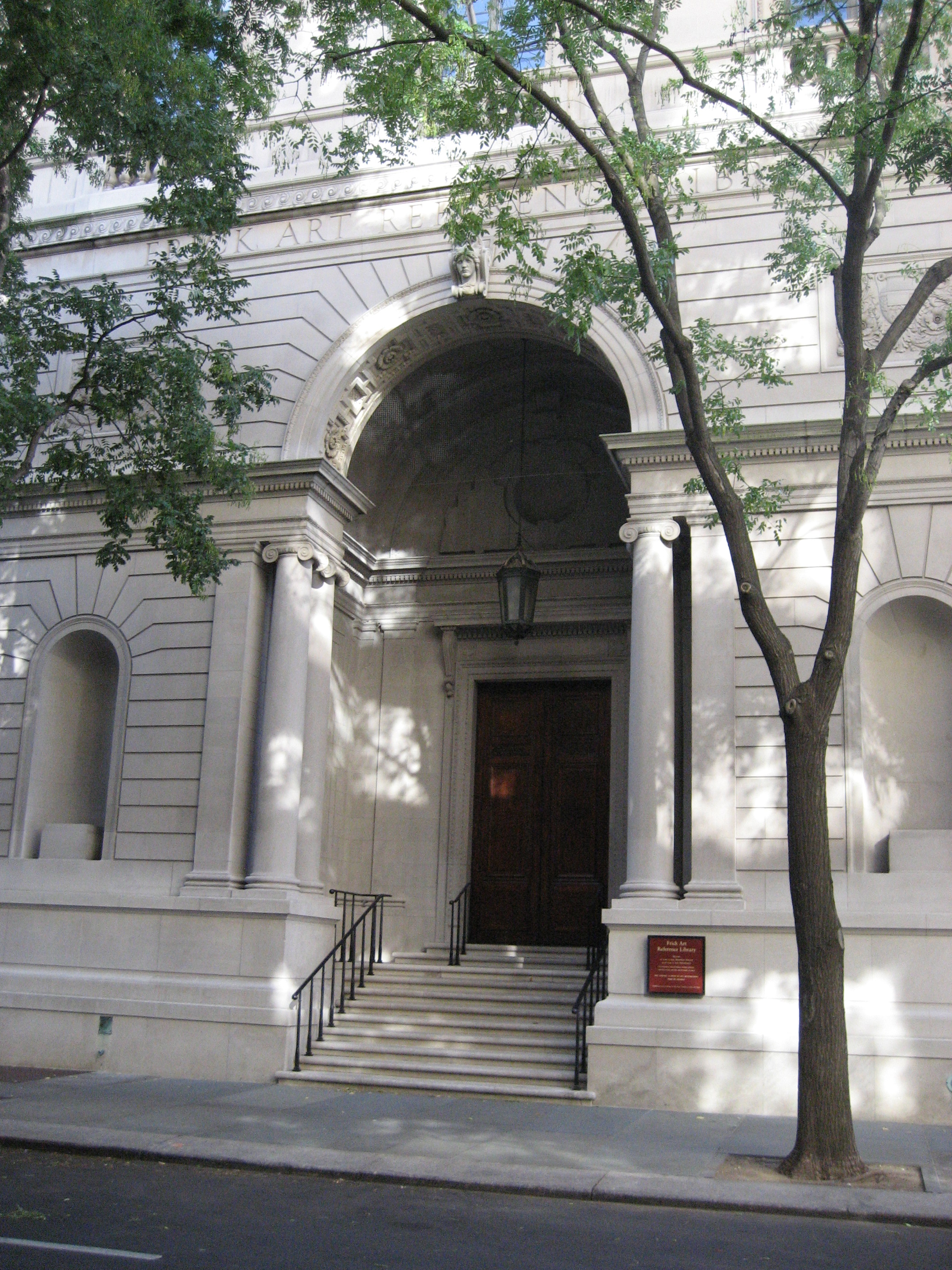
Niches architecturales (New York, États-Unis).
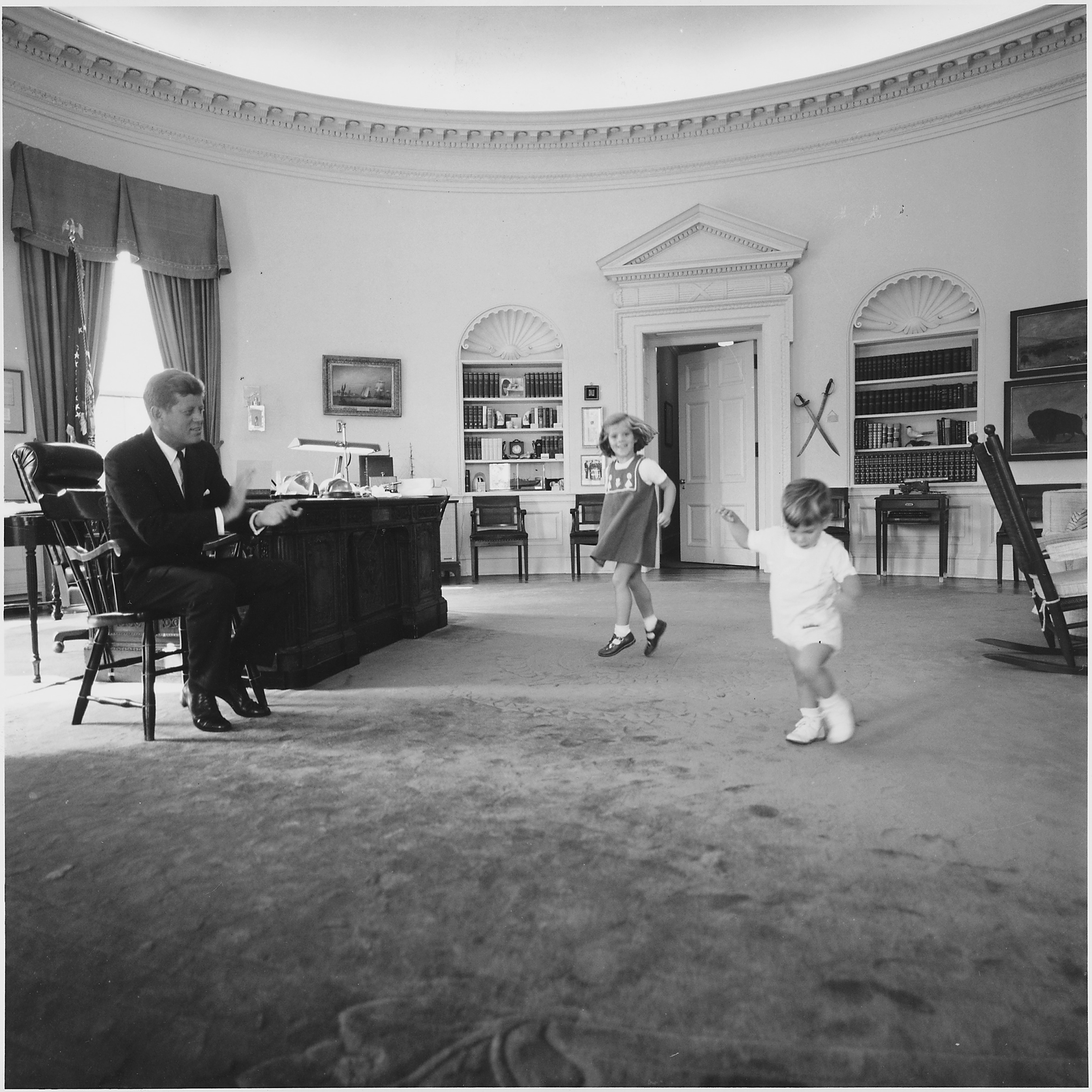
Niches décoratives dans le mur du bureau du président Kennedy en 1962 (États-Unis).